# Хаїм Тірер
Хаїм бен Шломо Тірер (івр. חיים בן שלמה טירר; 1760 — 6 грудня 1817), відомий як рав Хаїм з Черновіц (івр. חיים מצ'רנוביץ)‎ — хасидський рабин і кабаліст.

## Біографія
Уродженець Бучача (у Галичині). До 1807 року протягом 18 років очолював єврейську громаду Чернівців. Потім змінив Залмана Шаргородського на посаді рабина Кишинева (був обраний головою міського кагалу), де в 1812 заснував Велику синагогу на Азійській вулиці на правому березі річки Бик (ним не пізніше 1812 була закладена і перша єврейська лікарня міста). Був рабином у п'яти різних містах, серед них також Могильові-на-Дністрі та Ботошані, після чого оселився в Єрусалимі. Помер у Єрусалимі у 1817 році. Похований у Цфаті.

## Вибрані твори
- «Сідуро шель Шабат» (івр. סידורו של שבת) — кабалістичні повчання на шабатні теми[6];
- «Беер маїм хаїм» (івр. באר מים חיים) — коментарі про Тору, у двох частинах[7];
- «Шаар га-тфіла» (івр. שער התפלה) — каббалістичні роздуми про молитви[8];
- «Ерец га-хаїм» (івр. ארץ החיים) — коментарі Танаху та трактату «Брахот»[9].